# فراسرزمینی
فراسرزمینی (انگلیسی: Extraterritoriality) در حقوق بین‌الملل، فراسرزمینی به حالتی گفته می‌شود که از حوزه قضایی قوانین محلی، معمولاً در نتیجه مذاکرات دیپلماتیک، مستثنی می‌شوند.
از نظر تاریخی، فراسرزمینی در درجه اول در مورد افراد صدق می‌کرد، زیرا صلاحیت قضایی معمولاً بر مردم به جای زمین‌ها ادعا می‌شد. فراسرزمینی همچنین می‌تواند در مکان‌های فیزیکی مانند سفارتخانه‌های خارجی، پایگاه نظامی کشورهای خارجی، یا دفاتر سازمان ملل متحد اعمال شود.